# Chiusa di Pesio
Chiusa di Pesio – miejscowość i gmina we Włoszech, w regionie Piemont, w prowincji Cuneo.
Według danych na rok 2004 gminę zamieszkiwało 3698 osób, 39,3 os./km².